# If We Ever
If We Ever – utwór Davida Guetty z jego albumu One Love (2009). Został wydany 4 grudnia 2009 r. na angielskim iTunes'ie i nie był notowany na listach przebojów. W piosence wokalu gościnnie użycza Makeba Riddick.

## Lista utworów[1]
1. "If We Ever" (feat. Makeba Riddick) – 4:42